# Ixora amapaensis
Ixora amapaensis är en måreväxtart som beskrevs av Julian Alfred Steyermark. Ixora amapaensis ingår i släktet Ixora och familjen måreväxter. Inga underarter finns listade i Catalogue of Life.